# Peloracantha
Peloracantha is een geslacht van haften (Ephemeroptera) uit de familie Leptophlebiidae.

## Soorten
Het geslacht Peloracantha omvat de volgende soorten:
- Peloracantha titan